# Paul Sornik
Paul Sornik (* 26. April 1900 in Myslowitz, Oberschlesien; † 21. März 1982) war ein deutscher Pädagoge und Politiker (GB/BHE, GDP).

## Leben und Beruf
Nach seiner schulischen Ausbildung besuchte Sornik die Lehrerbildungsanstalt in Myslowitz, schloss diese mit der Zweiten Lehramtsprüfung ab und war nach Abtretung von Teilen Oberschlesiens an Polen seit 1922 als Lehrer an deutschen Minderheitsschulen tätig. Daneben betätigte er sich im deutschen Plebiszitkommissariat und in der oberschlesischen Einwohnerwehr. 1926 nahm er ein Studium der Neuphilologie in Krakau und Berlin auf, das er 1930 mit dem ersten und 1932 mit dem zweiten Staatsexamen für das höhere Lehramt beendete. Außerdem wurde er 1932 zum Dr. phil. promoviert.
Sornik arbeitete von 1932 bis zu seiner Beurlaubung 1937 als Lehrer an Privatgymnasien und war anschließend in der Bildungsarbeit tätig. In dieser Zeit war er unter anderem Vorsitzender der Deutschen Theatergemeinde, des Deutschen Kulturbundes (1936–1939) und der Deutschen Turnerschaft in Polen. Des Weiteren fungierte er als Vizepräsident des Deutschen Volksbundes zur Wahrung der Minderheitenrechte in Kattowitz. 1940 wurde er zum Regierungs- und Schulrat in Kattowitz ernannt und mit der Leitung des oberschlesischen Sportwesens beauftragt. Zum 1. Januar 1941 trat er der NSDAP bei. Als der Gauleiter von Oberschlesien Fritz Bracht am 20. Januar 1945 erkrankte, vertrat Sornik ihn bis zum 26. Januar in dessen Funktion als Reichsverteidigungskommissar.  Kurz vor dem Ende des Zweiten Weltkrieges übernahm er die Leitung der Betreuungsstelle der nach Sachsen geflüchteten Oberschlesier in Dresden. 1945 geriet er in Gefangenschaft, aus der er 1946 aus gesundheitlichen Gründen entlassen wurde.
Nach seiner Entlassung aus der Kriegsgefangenschaft siedelte Sornik als Heimatvertriebener nach Westdeutschland über, ließ sich in Bayern nieder und verdingte sich dort zunächst als Arbeiter. Später war er Regierungs- und Schulrat zur Wiederverwendung in München.

## Partei
Sornik war 1950 Mitbegründer des GB/BHE in Ansbach und wurde später zum Vorsitzenden des GB/BHE-Bezirkes Mittelfranken gewählt. Durch die Fusion des GB/BHE mit der Deutschen Partei wurde er 1961 Mitglied der Gesamtdeutschen Partei.

## Abgeordneter
Sornik wurde bei der Bundestagswahl 1953 in den Deutschen Bundestag gewählt, dem er bis 1957 angehörte. Er war über die Landesliste Bayern des GB/BHE ins Parlament eingezogen. Von 1958 bis 1962 war er Mitglied des Bayerischen Landtages.